# فيرا بيركامب
فيرا أليدا بيركامب (مواليد أمستردام، 1 يونيو 1971)، هي سياسية هولندية. تشغل منصب رئيس مجلس النواب (هولندا) منذ 7 أبريل 2021. وهي عضوة في البرلمان منذ 20 سبتمبر 2012 تنتمي لحزب الديمقراطيون 66.

## الحياة الشخصية
بيركامب متزوجة ولديها طفلان. في مقابلة مع جريدة «Het Parool» قالت إن لديها علاقة حقيقية لأول مرة في سن 21. ولديها أب مغربي.

## رابط خارجي
- الموقع الرسمي